# Élections générales britanniques de 2015 en Irlande du Nord
Des élections générales britanniques ont eu lieu le 7 mai 2015 pour élire la 56e législature du Parlement du Royaume-Uni.

## Résultats
| Partis | Partis                                 | Voix    | Voix  | Voix       | Total des sièges | Total des sièges |
| Partis | Partis                                 | Votes   | %     | +/−        | Sièges           | +/−              |
| ------ | -------------------------------------- | ------- | ----- | ---------- | ---------------- | ---------------- |
|        | Parti unioniste démocrate              | 184 260 | 25,7  | 0,7        | 8 / 18           | en stagnation    |
|        | Sinn Féin                              | 176 232 | 24,5  | 1,0        | 4 / 18           | 1                |
|        | Parti unioniste d'Ulster               | 114 935 | 16,0  | 0,8        | 2 / 18           | 2                |
|        | Parti social-démocrate et travailliste | 99 809  | 13,9  | 2,6        | 3 / 18           | en stagnation    |
|        | Parti de l'Alliance d'Irlande du Nord  | 61 556  | 8,6   | 2,2        | 0 / 18           | 1                |
|        | UKIP                                   | 18 324  | 2,6   |            | 0 / 18           |                  |
|        | Voix unioniste traditionnelle          | 16 538  | 2,3   | 1,6        | 0 / 18           | stagnation       |
|        | Parti conservateur                     | 9 055   | 1,3   |            | 0 / 18           |                  |
|        | Parti vert                             | 6 822   | 1,0   | 0,4        | 0 / 18           | stagnation       |
|        | Parti des travailleurs d'Irlande       | 2 724   | 0,4   |            | 0 / 18           |                  |
|        | Le cannabis est plus sûr que l'alcool  | 1 853   | 0,3   |            | 0 / 18           |                  |
|        | Autres                                 | 25 995  | 3,6   | 3,5        | 1 / 18           | stagnation       |
| Total  | Total                                  |         | 100,0 | stagnation | 18 / 18          | stagnation       |

### Députés élus
| Circonscription            | Député sortant     | Parti | Parti | Député élu         | Parti | Parti |
| -------------------------- | ------------------ | ----- | ----- | ------------------ | ----- | ----- |
| Belfast East               | Naomi Long         |       | APNI  | Gavin Robinson     |       | DUP   |
| Belfast North              | Nigel Dodds        |       | DUP   | Nigel Dodds        |       | DUP   |
| Belfast South              | Alasdair McDonnell |       | SDLP  | Alasdair McDonnell |       | SDLP  |
| Belfast West               | Paul Maskey        |       | SF    | Paul Maskey        |       | SF    |
| East Antrim                | Sammy Wilson       |       | DUP   | Sammy Wilson       |       | DUP   |
| East Londonderry           | Gregory Campbell   |       | DUP   | Gregory Campbell   |       | DUP   |
| Fermanagh and South Tyrone | Michelle Gildernew |       | SF    | Tom Elliott        |       | UUP   |
| Foyle                      | Mark Durkan        |       | SDLP  | Mark Durkan        |       | SDLP  |
| Lagan Valley               | Jeffrey Donaldson  |       | DUP   | Jeffrey Donaldson  |       | DUP   |
| Mid Ulster                 | Francie Molloy     |       | SF    | Francie Molloy     |       | SF    |
| Newry and Armagh           | Conor Murphy       |       | SF    | Mickey Brady       |       | SF    |
| North Antrim               | Ian Paisley        |       | DUP   | Ian Paisley        |       | DUP   |
| North Down                 | Sylvia Hermon      |       | SE    | Sylvia Hermon      |       | SE    |
| South Antrim               | William McCrea     |       | DUP   | Danny Kinahan      |       | UUP   |
| South Down                 | Margaret Ritchie   |       | SDLP  | Margaret Ritchie   |       | SDLP  |
| Strangford                 | Jim Shannon        |       | DUP   | Jim Shannon        |       | DUP   |
| Upper Bann                 | David Simpson      |       | DUP   | David Simpson      |       | DUP   |
| West Tyrone                | Pat Doherty        |       | SF    | Pat Doherty        |       | SF    |